# Північноамериканська академія іспанської мови
Північноамериканська академія іспанської мови (англ. North American Academy of the Spanish Language, ісп. Academia Norteamericana de la Lengua Española, ANLE) — американська організація, що об'єднує групу фахівців у сфері іспанської мови в тому числі письменників, поетів, професорів, викладачів і лінгвістів, чия місія полягає у сприянні вивченню та правильному використанню іспанської мови в США, включаючи Пуерто-Рико.
Заснована у Нью-Йорку 5 листопада 1973. Серед її організаторів був іспанський лінгвіст та поет Томас Наварро Томас, колишній директор Національної бібліотеки Іспанії, який емігрував до США під час громадянської війни в Іспанії.
До складу Академії входить 1 почесний член, 36 дійсних членів, 100 членів-кореспондентів та 100 співробітників.
ANLE входить до Асоціації академій іспанської мови з 1980.
Директорами Північноамериканської академії іспанської мови були:
- Карлос Макхейл (1973-1978)
- Одон Бетансос Паласіос (1978-2007)
- Херардо Пінья-Розалес (2008 – теперішній час).

Члени-кореспонденти Північноамериканської академії іспанської мови:
- Хоакін Бадахос.